# Битка при Лизимахия
Битката при Лизимахия през 277 г. пр. Хр. е сражение между келти и армията на претендента за македонския престол Антигон Гонат в Тракийския Херсонес (днешния Галиполски полуостров).

## Предистория
Битката се състои в третата година от голямото келтско нашествие на Балканите, в хода на което са разорени Македония и Тракия. През 278 г. пр. Хр. келтите разоряват и разположения на шийката на Тракийския Херсонес град Лизимахия, средище на голямото тракийско царство на диадоха Лизимах. След няколко неуспеха в предходните години, Антигон Гонат (син на друг диадох – Деметрий Полиоркет), решава да използва погрома и анархията в Македония, за да направи нов опит да вземе властта над страната. За целта той прекратява военните действия срещу селевкидския цар Антиох I в Мала Азия, сключва мирен договор с него и прехвърля армията си през Хелеспонта (Дарданелите). В района на Лизимахия се натъква на войска от 18 000 келтски воини.

## Битката
Основният източник за събитията – Помпей Трог (преразказан от друг древноримски автор – Юстин), сочи, че битката е предхождана от келтско пратеничество в стана на Антигон. Привидно пратениците идват, за да изнудят Антигон да се откупи, но истинската им цел е да разузнаят за противника си. Привлечени от големите богатства в противниковия лагер, една нощ келтите го нападат, но го заварват напълно изоставен. Предвидил какво ще се случи, Антигон скрива навреме войниците си в близка гора. Келтите се впускат да грабят товара на корабите му, изтеглени на брега. Тогава, според Юстин, те са изненадани от моряците и част от войниците, избягали тук с жените и децата си. „Клането (над келтите) бе такова, че вестта за тази победа осигури на Антигон мир не само от страна на келтите, но и от страна на другите му варварски съседи“.
Изследователите от по-ново време тълкуват тази информация различно. Според Уилям Тарн келтите стават жертва на предварително устроена засада, при която Антигон Гонат използва жаждата им за плячка, а лагера си – за примамка. Други изследователи смятат победата на Гонат за щастлива случайност, резултат от желанието на войниците му да спасят имуществото си.

## Последици
Битката при Лизимахия има голямо непосредствено и дълготрайно значение за политическата история на региона. Оцелелите от разбитата от Гонат войска се оттеглят навътре в Тракия и образуват келтска държава, просъществувала до 212 г. пр. Хр. Победата носи на Гонат голям престиж в Елада и му отваря пътя към Македония като избавител от нашествениците. Синът на Деметрий Полиоркет се утвърждава на македонския престол през 276 г. пр. Хр., година след битката при Лизимахия.